# Nolasc del Molar
Nolasca del Molar (El Molar, Tarragona, 1902 — Barcelona, 1983) fue el nombre religioso del fraile capuchino español Daniel Rebull i Muntanyola. Ingresó en los capuchinos en 1918 y fue ordenado sacerdote en 1926. Publicó una cantidad importante de trabajos sobre temas de patrística, de historia y de literatura junto con valiosas ediciones de textos antiguos. Fue colaborador de la Fundación Bíblica Catalana y de la Fundación Bernat Metge. Dejó inéditos muchos otros trabajos y traducciones. Los últimos años firmaba con el nombre de Nolasc Rebull. Alvarez Caballo. 

## Obras
- Consueta del misteri de la gloriosa Santa Àgata (1953).(en catalán)
- Consueta de Sant Eudald (1954).(en catalán)
- Per les cançons d'un terrelloner (1956) (Recopilación de canciones populares editado con pseudónimo).(en catalán)
- Una poesia religiosa del segle XIII (1953-1957).(en catalán)
- Eiximenis (1960).(en catalán)
- Traducción y comentario del Himne acatist a la Mare de Déu (1961).(en catalán)
- Perfil espiritual de Eiximenis Artículo en Revista de Girona 22 (1963).
- Procés d'un bruixot (1968).(en catalán)
- La Llegenda àuria de Jaume de Voràgine segons un manuscrit de Vic (1975).(en catalán)